# Институт археологии Крыма РАН
Федеральное государственное бюджетное учреждение науки «Институт археологии Крыма РАН» — академическая организация Крыма. Создан во исполнение указания Президента РФ В. В. Путина от 03 апреля 2014 г. № Пр-702 на базе Крымского филиала Института археологии НАН Украины; согласно же позиции НАН Украины Крымский филиал Института археологии НАН Украины продолжает своё юридическое существование. Расположен в г. Симферополе. И. о. директора — Майко Вадим Владиславович.

## История
В 1945 году в Крыму была организована Тавро-скифская археологическая экспедиция, на базе которой в 1948 году при Крымском научно-исследовательской базе АН СССР был создан сектор истории и археологии. В 1952 году — Крымскую научно-исследовательскую базу реорганизовали в филиал, а сектор — в отдел истории и археологии. В 1956 году отдел истории и археологии включили в состав Института археологии АН Украины и переименовали в «Отдел античной и средневековой археологии Крыма».
До 1969 года отделом руководил П. Н. Шульц, в 1969—1985 — C. М. Бибиков, 1985—1988 — В. М. Даниленко, а с 1988 года — В. Л. Мыц. В 1994 году, после образования Автономной Республики Крым, на базе отдела создан Крымский филиал Института археологии, входивший до марта 2014 года в состав Национальной академии наук Украины как самостоятельное юридическое лицо.
ФГБУН «Институт археологии Крыма РАН» создано по указанию Председателя Правительства Российской Федерации Д. А. Медведева от 7 сентября 2015 года. Основной целью деятельности института является проведение фундаментальных научных исследований в области истории и археологии.
Основной целью деятельности Института археологии Крыма является проведение фундаментальных научных исследований в области истории и археологии. В настоящее время в институте работает 40 человек, из них 31 научный сотрудник, в том числе 14 кандидатов и 5 докторов исторических наук. В 2013 году институтом в Бонне и Амстердаме была организована выставка «Крым — Золотой остров в Чёрном море», известная под названием «Скифское золото». Принимающая сторона отказывается до настоящего времени вернуть ценности в институт и их судьба остаётся неопределённой.

## Научная библиотека
Библиотека располагает уникальным собранием печатных документов, отражающих развитие археологической науки. В настоящий момент её фонды превышают 20 тысяч единиц хранения и постоянно пополняются работами по археологии, древней истории, антропологии, нумизматике, этнографии и другим смежным дисциплинам. Особый вклад в развитие документального потенциала библиотеки вносят учёные Крыма. Они постоянно передают большую часть тиража изданий, отражающих результаты научных исследований, территориально относящихся к крымскому полуострову. Это позволяет библиотеке активно сотрудничать по книгообмену с другими научными библиотеками, в том числе, за рубежом.